# Buri (popolo)
I Buri (Buri in latino) erano un'antica popolazione germanica, di origine suebica.
Se alla fine del I secolo si trovavano a nord dei Quadi (Moravia), un secolo più tardi, all'epoca delle guerre marcomanniche occupavano parte della piana orientale del fiume Tibisco, confinando a nord con le popolazioni carpatiche dei Costoboci e più tardi dei Vandali Lacringi, a sud con l'Impero romano ed i Daci del Banato, ad ovest con i Sarmati Iazigi, ad est con le province romane della Dacia Porolissensis e Superiore.

## Storia
Furono alleati dei Daci di Decebalo durante la guerra dacica di Traiano (101-106) lungo il lato occidentale del fronte di combattimento. Furono più volte battuti dallo stesso imperatore insieme ai loro alleati Daci e Sarmati Iazigi.
Combatterono l'impero romano durante il periodo delle (guerre marcomanniche). Marco Aurelio condusse una spedizione contro di loro in questi anni, riuscendo a batterli nel 175, mentre il figlio Commodo li sconfisse negli anni subito dopo la morte del padre, tra il 180 e il 182. È forse in seguito a questi eventi che Commodo si meritò l'appellativo di Sarmaticus et Germanicus Maximus (182). Si racconta infatti che l'offensiva da parte di Commodo in terra sarmata continuò. Neppure la morte dell'imperatore ritardò la progettata spedizione nella piana del Tisza. I Sarmati Iazigi (nuova expeditio sarmatica), i suebi Buri ("expeditio Burica"), i germani Vandali ed i Daci liberi, furono battuti più volte negli anni successivi. Commodo, che aveva deciso di abbandonare il teatro delle operazioni militari nell'ottobre del 180, contro il parere del cognato Claudio Pompeiano, lasciò che fossero i suoi generali (come Pescennio Nigro, Clodio Albino, il figlio di Tigidio Perenne e Valerio Massimiano per citarne alcuni) a portare a termine le operazioni di guerra.
E così, nel 180, al termine della prima campagna militare, dopo la scomparsa del padre, Marco Aurelio:
(Cassio Dione, LXXIII, 3.)